# Oscar Alberto Ortiz
Oscar Alberto Ortiz (Chacabuco, 1953. április 8. –) világbajnok argentin válogatott labdarúgó.
Az argentin válogatott tagjaként részt vett az 1978-as világbajnokságon.

## Sikerei, díjai
San Lorenzo
- Argentin bajnok (3): 1972 Metropolitano, 1972 Nacional, 1974 Nacional

River Plate
- Argentin bajnok (4): 1977 Metropolitano, 1979 Metropolitano, 1979 Nacional, 1980 Metropolitano

Independiente
- Argentin bajnok (1): 1983 Metropolitano

Argentína
- Világbajnok (1): 1978